# Joan Palau Francàs
Joan Palau Francàs (Ripoll, 10 de novembre del 1929 - Barcelona, 2011) va se un directiu del món de l'esport i dels serveis socials català.

## Biografia
Va tenir un paper destacat paper com a impulsor de la pràctica esportiva per als discapacitats a Catalunya. Com a director d'esports de les Llars Mundet de Barcelona, el 1958 va ser un dels precursors de l'esport adaptat per a persones discapacitades i del moviment paralímpic a Espanya. Inspirat en la filosofia del doctor Guttmann, va començar a organitzar competicions esportives per als infants ingressats en aquell complex assistencial, la majoria afectats de poliomielitis. Va ser un dels fundadors de la Federació Espanyola d'Esports per a Minusvàlids el 1968 i també fundador i president de la Federació Catalana d'Esports de Persones amb Discapacitat Física del 1969 al 1994. El 1971 va ser nomenat vicepresident de la Federació Espanyola i des de 1988 fins a la seva mort en va ser el seu president. Va formar part de la Junta Directiva del Comitè Paralímpic Espanyol des de la seva creació el 1995 i el 2001 va passar a ser un dels dos vicepresidents. També va ser president de la Federació Internacional d'Esports de Persones amb Discapacitat Física (ISOD) i copresident de la Federació Internacional d'Esports d'Amputats i Cadires de Rodes (IWAS), de la qual era vocal del comitè executiu. També va ser vocal de la Fundació Integració. Va participar en quatre edicions dels Jocs Paralímpics com a dirigent. Rebé la medalla de Forjadors de la Història Esportiva de Catalunya el 1995. El 2003 fou guardonat amb la Creu de Sant Jordi.